# Gréez-sur-Roc
Gréez-sur-Roc ist eine französische Gemeinde mit 339 Einwohnern (Stand: 1. Januar 2022) im Département Sarthe in der Region Pays de la Loire. Sie gehört zum Arrondissement Mamers und zum Kanton Saint-Calais. Die Einwohner werden Gréezois genannt.

## Geographie
Gréez-sur-Roc liegt etwa 45 Kilometer ostnordöstlich von Le Mans. 
Nachbargemeinden von Gréez-sur-Roc sind Théligny im Norden und Nordwesten, Saint-Ulphace im Norden, La Bazoche-Gouet im Osten, Chapelle-Guillaume im Süden und Südosten, Melleray im Süden, Montmirail im Süden und Südwesten, Saint-Jean-des-Échelles im Westen sowie Courgenard im Nordwesten.

## Bevölkerungsentwicklung
| Jahr                      | 1962 | 1968 | 1975 | 1982 | 1990 | 1999 | 2006 | 2013 |
| Einwohner                 | 757  | 638  | 519  | 436  | 410  | 398  | 414  | 354  |
| Quelle: Cassini und INSEE |      |      |      |      |      |      |      |      |

## Sehenswürdigkeiten
- archäologische Fundstelle
- Kirche Saint-Almire aus dem 11. Jahrhundert, Umbauten aus dem 17. Jahrhundert
- altes Pfarrhaus aus dem 16. Jahrhundert
- Kapelle Notre-Dame aus dem 15./16. Jahrhundert
- Haus La Pinellière aus dem 15. Jahrhundert, Umbauten aus dem 17./18. Jahrhundert, Monument historique seit 1989

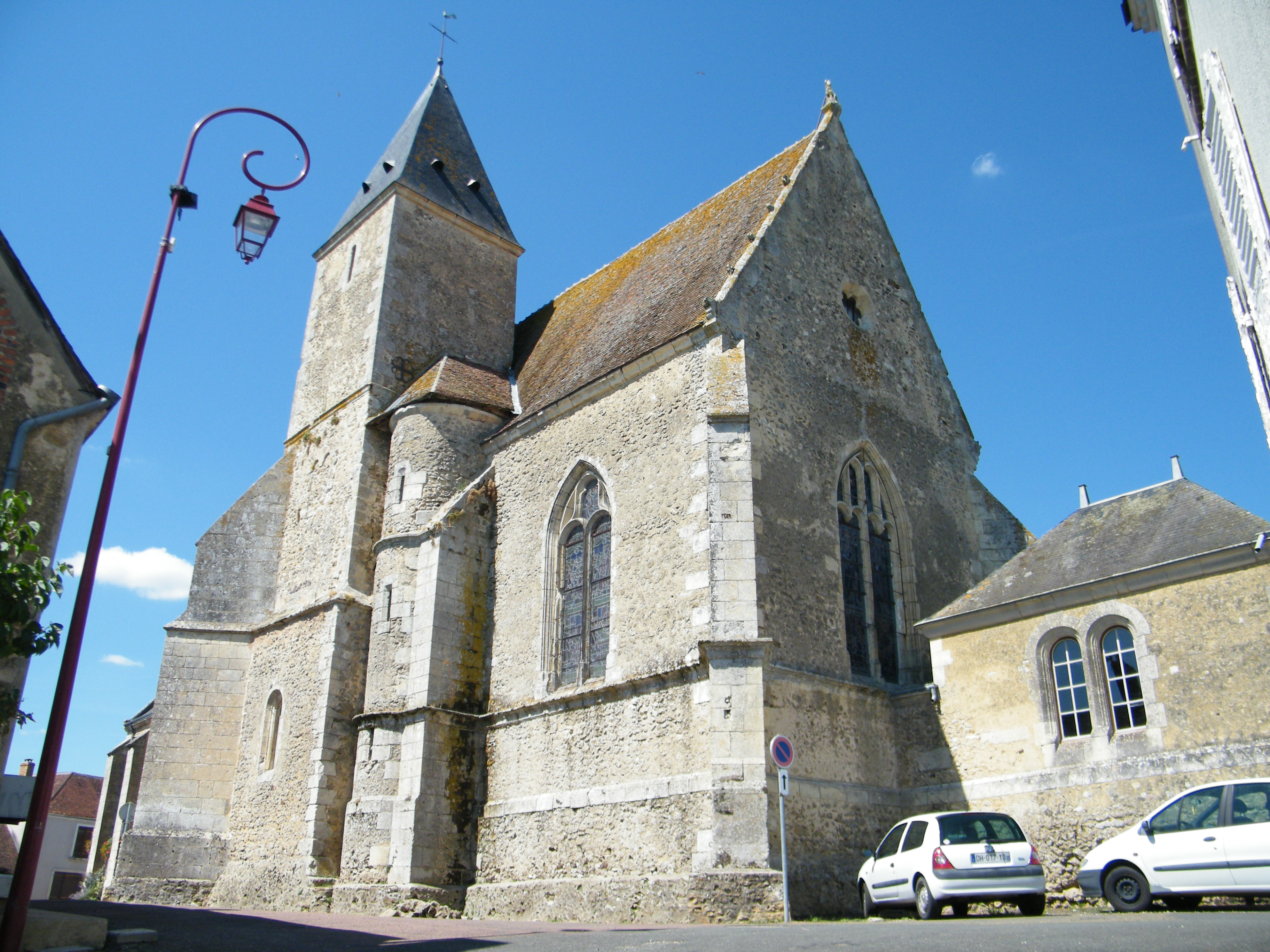
Kirche Saint-Almire
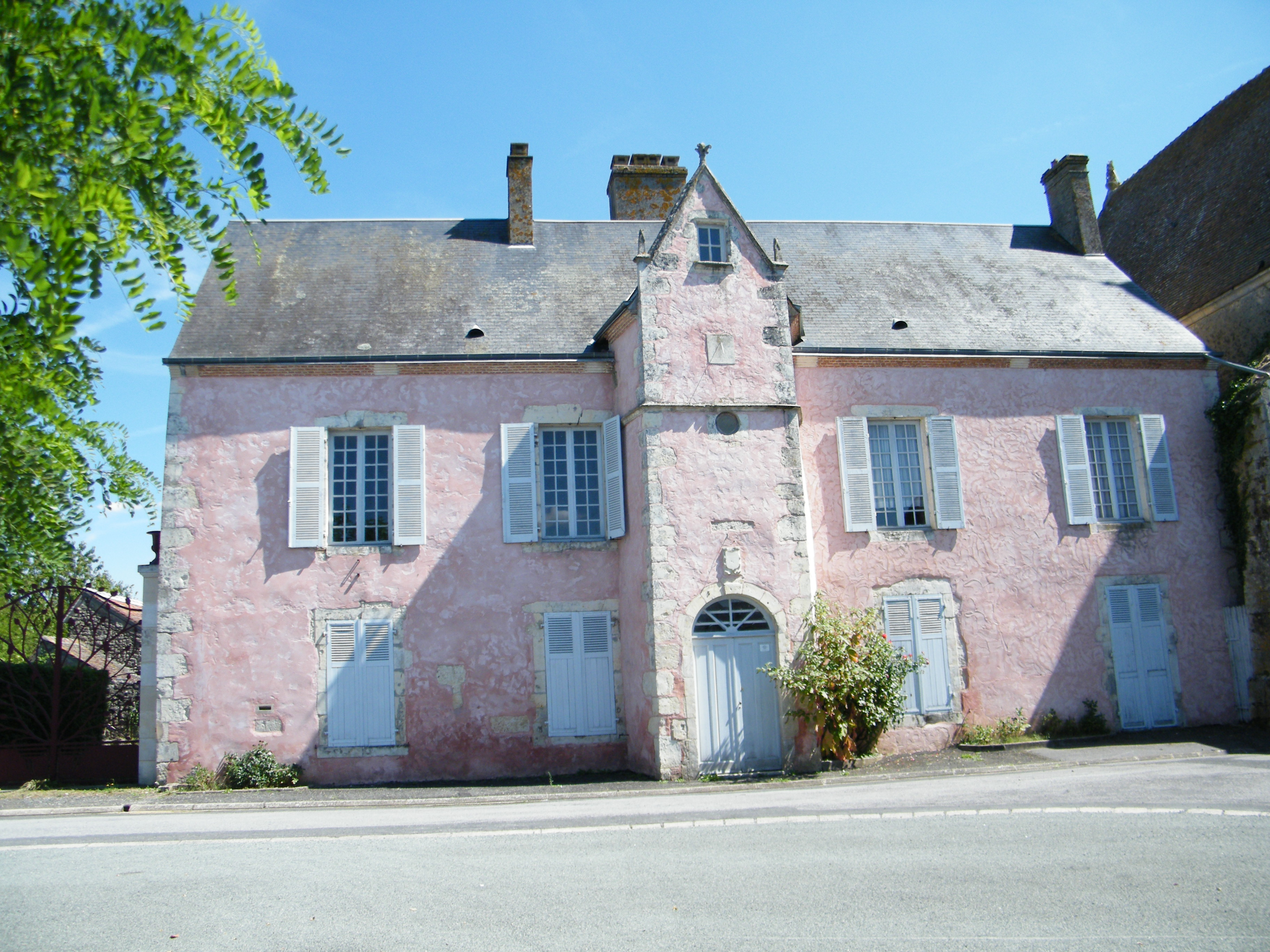
Altes Pfarrhaus
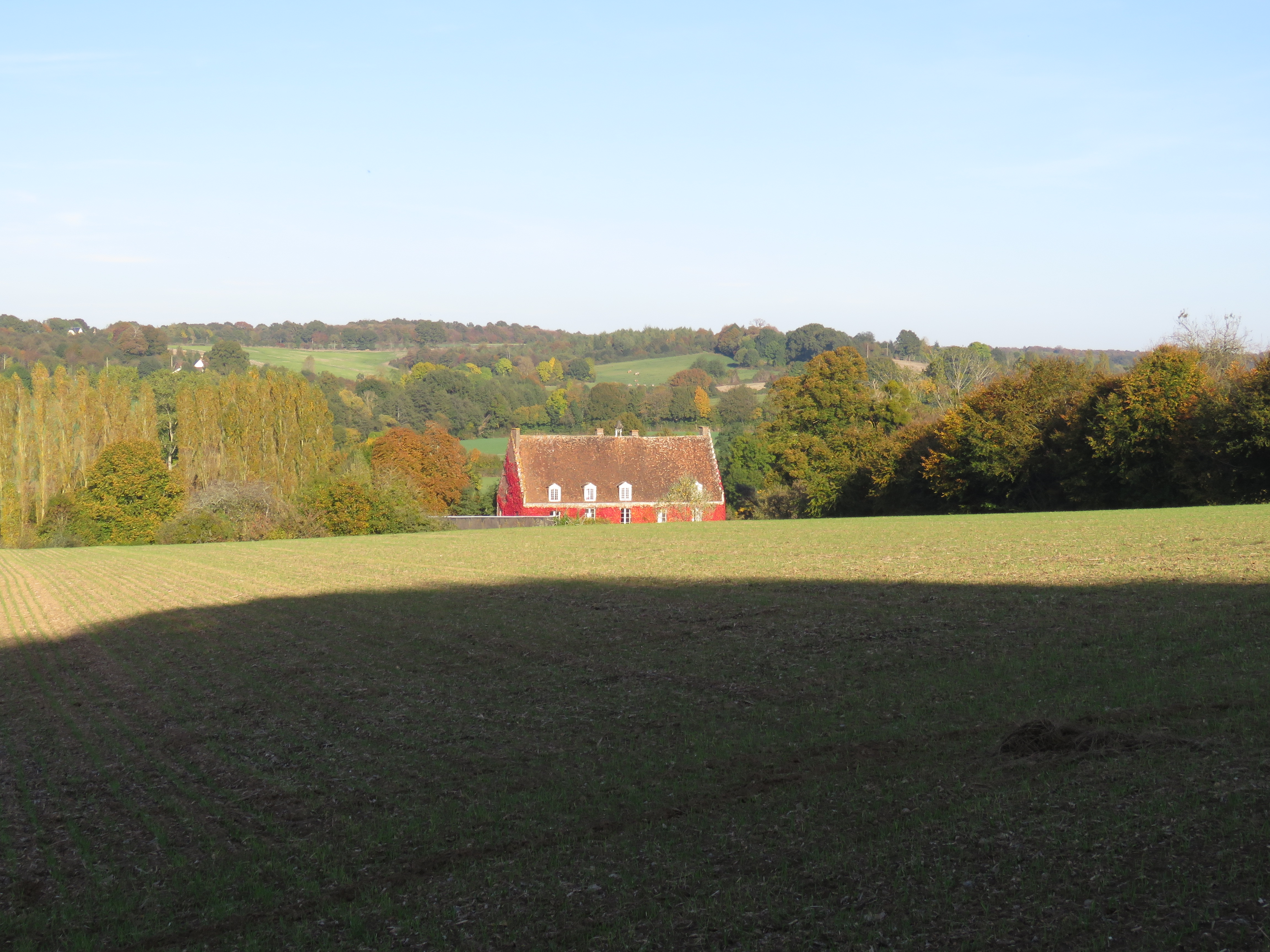
Haus La Pinellière